# Остання битва (Хроніки Нарнії)
«Остання битва» (англ. The Last Battle) — фентезійний роман (казкова повість) К. С. Льюїса, заключна частина гепталогії «Хроніки Нарнії» (1950—1956). ПРоман опублікувало видавництво «The Bodley Head» у 1956 році, ілюстрації виконала художниця Пауліна Бейнс, вони відтворювались і в багатьох наступних виданнях.
«Остання битва» стала лауреатом Медалі Карнегі від Бібліотечної Асоціації — як найкраща книжка року для дітей, написана в Британській Співдружності. Автор писав ілюстратору Пауліні Бейнс: «…чи не наша спільна ця медаль? Певно, ілюстрації були взяті до уваги не меншою мірою, ніж текст».
Дія відбувається 200 років по тому (за нарнійською хронологією) після подій, описаних у попередньому романі «Срібне крісло» і близько 2500 років по тому від створення Нарнії, описаного в першому романі «Небіж чаклуна». Відмінністю «Останньої битви» від більшості книжок циклу є те, що діти з нашого світу з'являються в ній не на початку розповіді, а тільки в п'ятому розділі.
В українському перекладі роман уперше вийшов 2008 року, у видавництві «Проспект».

## Сюжет
Події відбуваються в останні дні існування того світу, де розташована Нарнія. Людиноподібний мавпій Хитр (в іншому перекладі — Круть) і його приятель осел Лопух (в іншому перекладі — Верть) знаходять лев'ячу шкуру. Хитр шиє з неї одяг для осла. Надягнувши на приятеля новий костюм, він знаходить, що Лопух у ньому дещо схожий на справжнього лева…
Останній король Нарнії Тиріян (Тіріан) проводить час вдалині від Кер-Паравела в мисливській хатинці, разом зі своїм другом, єдинорогом Алмазом (Діамантом). До них доходять чутки про повернення Аслана до Нарнії. До короля з'являється кентавр Руномудр (Рунвіт), який настійливо прохає їх не вірити пліткам, бо зорі пророчать страшні часи для королівства. Тоді ж з лісу виходить дріада і благає короля про захист: калорменці рубають дерева на Ліхтарному Пустищі. Відправивши Руномудра по підмогу до Кер-Паравела, Тиріян і Алмаз кидаються на виручку. Діставшись того самого лісу, де колись виріс ліхтарний стовп і Дігорі Керк посадив Дерево Захисту, вони бачать порубані дерева і калорменців, які помикають нарнійськими тваринами-мовцями. Король і єдиноріг вбивають двох калорменців, визволяють одного з нарнійських коней, від якого з подивом дізнаються, що всі ці речі здійснюються за наказом Аслана. Побачивши нових ворогів, король сідає охляп на Алмаза і вони втікають, але передумавши, Тиріян вирішує добровільно здатися калорменцям і стати перед судом Лева. Калорменці відводять короля і єдинорога до маленького хліва на пагорбі, де їх зустрічає мавпій Хитр. Говорячи від імені Аслана, він переконує жителів Нарнії підкоритися калорменцям. Відповідаючи на питання маленького Ягняти, Хитр стверджує, що Таш (верховна богиня калорменців) — просто інше ім'я Аслана, тому нічого дивного, що Лев вимагає від нарнійців покори чужоземцям. Тиріян починає викривати брехню Хитра, але за наказом останнього калорменці відводять короля у ліс і прив'язують до дерева. Нарнійські звірі пробираються вночі до короля і приносять їжу, але говорять, що не можуть його звільнити, бо не в змозі йти проти волі Лева. Тиріян починає перебирати в пам'яті своїх предків, історію Нарнії, і нарешті згадує таємничих прибульців з іншого світу, благаючи їх ім'ям Аслана про допомогу. Змучений Тиріян засинає і бачить уві сні сімох незнайомців, що називають себе «Друзями Нарнії».
Король прокидається і виявляє, що в лісі з'явилися хлопчик з дівчинкою, у яких він впізнає наймолодших з тих сімох, побачених уві сні. Вони звільнюють короля від пут, після чого всі спішно залишають ліс. По дорозі король дізнається, що хлопчик і дівчинка — це ті самі Юстас і Джилл з іншого світу, що за 200 років до того врятували його предка, короля Ріліяна. Сімома Друзями Нарнії виявилися, окрім Юстаса Скрабба і Джилл Поул, також Пітер, Едмунд і Люсі Певенсі, професор Дігорі Керк і Поллі Пламмер. Юстас і Джилл стверджували, що вони всі бачили прив'язаного до дерева короля у примарному видінні, але це було не кілька хвилин, а тиждень тому. Їм стало ясно, що в Нарнії скоїлося якесь лихо і треба було якось потрапити туди. Єдиним способом здавалося використати чарівні Персні, за допомогою яких Дігорі і Поллі у дитинстві перенеслися спочатку в Ліс-між-Світами, а потім у Чарн і Нарнію. Персні були закопані у дворі лондонського будинку, що колись належав Дігорі (там також росло чарівне дерево, потім зламане ураганом). Перевдягнувшись робітниками, Пітер і Едмунд знайшли Перстені і поїхали на залізничну станцію, щоб віддати їх Юстасу і Джилл, які мали прибути потягом (разом з ними також їхали Люсі, Дігорі і Поллі, а в іншому вагоні — батьки Певенсі). Але діти так і не отримали Перснів: Аслан переніс їх у Нарнію прямо з вагона.
Тиріян відвів Юстаса і Джилл до сторожової вежі на західних кордонах Нарнії. Там вони перевдяглися калорменцями, озброїлися і вирушили назад до Хліва визволяти єдинорога Алмаза. Знешкодивши вартового, король врятував свого друга, а Джилл проникла в Хлів і вивела звідти осла Лопуха. Той зразу ж зізнався королю у тому, що Хитр примушував його видавати себе за Аслана. Тиріян пропонує свій план: показати нарнійцям осла в лев'ячій шкурі при денному світлі, щоб вони зрозуміли брехню і скинули владу Хитра; а потім разом з армією, приведеною Руномудром з Кер-Паравела, розгромити загарбників-калорменців. Разом з єдинорогом і ослом люди вирушають у зворотну путь до вежі. По дорозі вони визволяють від калорменського конвою групу нарнійських гномів, яких гнали в копальні Тишрока в Паграхані. Король показує гномам Лопуха, але це не справляє бажаного ефекту: ті відмовляються вірити в Аслана, як фальшивого, так і справжнього; на бік Тиріяна стає тільки один гном, Поггін. Наступного ранку вони бачать біля сторожової вежі страшне чудовисько, яке летить у напрямку до Хліва, Тиріян впізнає в ньому богиню Таш, ідол якої йому показував колись Тишрок у Ташбаані. Стає ясно, що Таш прийшла на невільний заклик Хитра. Тиріян, діти, Алмаз, Поггін і Лопух йдуть на з'єднання з армією, яку Руномудр мав привести з Кер-Паравела. Їх зустрічає знайомий короля, орел Дальнозор, і приносить страшні новини: Кер-Паравел здобутий атакою з моря калорменського флоту, населення знищено, а кентавр Руномудр мертвий. Тиріян розуміє, що це кінець, Нарнія загинула і пропонує дітям повернутися до свого світу. Вони відмовляються: по-перше, не хочуть залишати короля в біді, а по-друге, не знають, як це здійснити. Тиріян наважується на відчайдушний крок: йти до Хліва, показати нарнійцям Лопуха у шкурі і сподіватися, що звірі, не в приклад гномам, стануть на сторону короля. Всі розуміють, що справа майже безнадійна. Юстас і Джилл стараються з'ясувати, що з ними стане, якщо вони загинуть у Нарнії: чи вони вернуться у свій світ живими, чи умруть і в ньому. Юстас висловлює припущення, що і в Англії у них не було ніякого шансу залишитися у живих, бо якраз коли вони перенеслися у Нарнію, схоже, сталася залізнична катастрофа, де вони мали загинути.
Маленький загін короля перебуває у засідці неподалік від Хліва. Задум Тиріяна показати звірям Лопуха зазнає краху: Хитр (який протягом багатьох днів пиячив) заявляє, що «якийсь осел надягнув шкуру лева і видав себе за Аслана»; нарнійці обіцяють розправитися з ошуканцем. Мавпій стверджує, що Аслан (якого тепер він зве «Ташлан») розгнівався на звірів і не бажає виходити з Хліва, але якщо хто хоче побачити його, може увійти туди сам. Невірні будуть покарані ним смертю (згідно з планом калорменців, у Хліві знаходився воїн, що вбивав неугодних). Нарнійський кіт-мовець, Рудий (Рижий), що перебував у змові з Хитром і калорменським головнокомандувачем Ришдою, заходить у Хлів, але в жасі вискочує звідти, втративши дар мовлення. Король і його друзі здогадуються, що там має бути чудовисько Таш. Один з калорменських воїнів на ім'я Емет, який гарячо прагнув зустріти богиню Таш, теж зголошується увійти. Незабаром з дверей Хліва вивалюється труп калорменця, Ришда оголошує, що Таш покарала нечестивого, але Тиріян і його соратники бачать, що вбитий — зовсім не Емет…
Ришда наказує своїм воїнам силоміць заштовхувати у Хлів нарнійських звірів. Тоді король з соратниками з'являються зі схованки і вступають у бій з калорменцями. На стороні Тиріяна б'ються кілька нарнійських тварин-мовців: Кабан, Ведмідь і п'ятнадцять Псів. Решта тварин і істот приєднується до калорменців або нишком залишає поле битви. Король хапає Хитра і вштовхує його у Хлів. Загін нарнійських коней спішить на допомогу королю, але їх розстрілюють з луків гноми, що також перебували поблизу Хліва. Не бажаючи примикати ні до короля, ні до калорменців, вони вирішують битися за Нарнію «для гномів». Загін Тиріяна зазнає втрат і відступає під прихисток великого каменя, але Юстаса беруть у полон і зачиняють у Хліві. Розправившись з Кіньми, гноми нападають на калорменців, але ті під проводом Ришди громлять їх і кидають одинадцять полонених у Хлів. Ришда пропонує соратникам короля здатися на милість переможців, обіцяючи зберегти життя деяким з них. До ворогів йдуть підкріплення: нові загони калорменців, озброєних довгими піками. Тиріян у розпачі кидається в свою останню битву…
Король бачить, що лави його соратників рідшають, Джилл схоплена одним з калорменців і теж кинута в Хлів. Він б'ється на мечах з самим Ришдою і раптом осягає план ворогів, які намагаються вштовхнути його у відчинені двері Хліва. Усвідомлюючи, що йому більше нема чого втрачати, король роняє меч, хапає за пояс свого ворога і сам заходить з ним у Хлів. Воїни захлопують двері. Тиріян бачить перед собою невидане чудовисько — богиню Таш, яка тримає пазурами таркаана Ришду. Чудовисько збирається напасти на короля, але лунає голос, що велить їй ім'ям Аслана забиратися геть. Таш зникає разом з Ришдою у пазурах.
На великий подив Тиріяна, він знаходиться не у темному брудному Хліві, а в невідомій країні під блакитним небом з яскравим Сонцем. Перед ним стоять семеро: чотири королі і три королеви. Наймолодшою королевою виявляється Джилл, а наймолодшим королем — Юстас. Тиріяну представляють професора Керка (Лорда Дігорі), Поллі Пламмер (Леді Поллі), Верховного короля Пітера, короля Едмунда і королеву Люсі. Виявляється, що Сьюзен Певенсі більше не є другом Нарнії, визнавши віру в неї «дитячими іграми». Він вислухує їхню розповідь. Вони самі не могли пояснити, як потрапили в цей незвичайний світ, але докладно описали всі події: як тут з'явилося чудовисько; зайшов один з воїнів; потім кіт, що побачив Таш і в жаху вискочив геть; увійшов ще один воїн, який вбив першого, викинув його труп назовні, а сам пішов кудись; як тут опинився мавпій, зразу ж вбитий чудовиськом; потім Юстас, гноми, Джилл і нарешті сам король з Ришдою. Тиріян виявляє, що потрапив у цей світ через дерев'яні двері, що стояли просто на землі. Обійшовши їх довкола, він нічого не знайшов за ними, але зазирнувши у щілину біля одвірка, побачив нарнійську поляну, де він бився в останній битві. Він чув голоси калорменців: очевидно, бій закінчився їхньою перемогою. Ті одинадцять гномів, що були кинуті у Хлів калорменцями, теж знаходилися неподалік, але вони запевняли, що сидять у темному і смердючому хліві. Несподівано для усіх з'являється Аслан. Він вітає останнього короля Нарнії. Королева Люсі прохає Лева врозумити гномів, але він нічим не може їм допомогти, бо «вони обрали вигадку замість віри» і «їхня в'язниця в їхній уяві, тому вони самі у в'язниці». За повелінням Аслана відчиняються Двері, Лев закликає в Нарнії велетня Батька Часа, що мав прокинутися у кінці світу.
Велетень починає трубити в ріг. При звуках рога зорі (у нарнійському світі вони були живими істотами) падають з неба, проходять через Двері і стають праворуч від Аслана. Від них у Двері йде потік світла, що осяює простори Нарнії, а тінь від велетня Часа лежить ліворуч Аслана. Страшні чудовиська (яких Юстас і Джилл бачили у Підземному Світі і які мали прокинутися у кінці світу) летять у Нарнію. Всі живі істоти, що населяли нарнійський світ — жителі Нарнії, Арченландії, Калормену, Тельмару, Півночі і островів у Східному морі — біжать до Дверей. Кожен з них зустрічається очима з Левом, деякі після цього зникають в тіні ліворуч нього, а деякі проходять праворуч у Двері (які невідомим чином збільшилися). Серед тих, що пройшли через Двері, Тиріян впізнає тих, кого вважав вбитими: єдинорога Алмаза, гнома Поггіна, орла Дальнозора, кентавра Руномудра, Псів, Коней, Ведмедя і Кабана (пізніше з'ясувалося, що осел Лопух теж пройшов з ними, розкаявшись у своїй участі в брехні Хитра). У нарнійському світі не залишається ніяких живих істот, за винятком північних чудовиськ, які зжирають всю рослинність, після чого швидко старіють і помирають, невдовзі від них залишаються тільки скелети. Нарешті всі землі по той бік Дверей заливає море, хвилі плещуться на порозі біля самих лап Лева. Останній раз сходить нарнійське сонце, яке нагадує Дігорі і Поллі сонце Чарну. Потім сходить місяць, сонце витягає у його бік щупальця-протуберанці і зливається з ним в одну кулю. Аслан говорить: «хай прийде кінець». Батько Час кидає в море ріг і затискує у кулаку сонце, настає пітьма, з того місця, де був нарнійський світ, дує крижаний вітер. Лев наказує Верховному королю Пітеру зачинити Двері і замкнути їх на ключ, після чого залишає нарнійців, прямуючи кудись на захід. Друзі Нарнії і нарнійці, йдуть слід за ним від Дверей, оплакуючи Нарнію. По дорозі вони зустрічають калорменця, яким виявляється Емет із загону Ришди. Він розповідає нарнійцям свою історію: як він все життя прагнув зустріти богиню Таш; як він увійшов у Хлів, як вбив лицемірного калорменця, що не вірив у неї; як ходив по незнайомій країні у пошуках Таш; як зустрів Лева і говорив з ним; як Аслан назвав його «улюбленим» і повідав йому, що «кожен знаходить тільки те, що шукає насправді».
Орел Дальнозор, зробивши кілька кіл у повітрі, повертається до Королів з Королевами і повідомляє, що цей світ згори точно такий же, як Нарнія: він впізнав всі знайомі ліси, річки, міста і гори. Професор Керк (посилаючись на вчення Платона про ейдоси), поясняє, що вони потрапили в нову, справжню Нарнію, яка існувала вічно (на відміну від старої, що мала початок і кінець) і поміщалася усередині маленького Хліва в старій Нарнії. Залишивши позаду нарнійські землі, Королі і Королеви з нарнійцями підходять до того Саду в західних землях, куди колись літали Дігорі і Поллі верхи на Крилані. У воротах показується миш Рипічип, Тиріян неочікувано для себе зустрічає свого померлого батька короля Ерліяна, Дігорі і Поллі — летючого коня Криланя. У Саду перебувають всі ті, кого Королі і Королеви знали в їхніх подорожах у Нарнію: фавн Тамнус, пара Бобрів, Каспіан з дружиною і сином Ріліяном, борсук Трюфель, гном Трампкін та інші. На тронах воссідають Франк і Гелен — перші володарі Нарнії, на дереві над ними сидить фенікс — символ відродження.
Королева Люсі, вдивляючись простори Саду, з подивом
виявляє, що він містить у собі цілий світ, такий само, як нова Нарнія і настільки ж справжніший за неї, як нова Нарнія у Хліву була реальніша від старої Нарнії. Властивості простору тут зовсім інші: віддалені предмети видні так само добре, як близькі. Люсі та інші Королі й Королеви впізнають знайомі місця не тільки в Нарнії, але й в Англії: Певенсі бачать садибу професора Керка, де почалися їхні пригоди, і нарешті, своїх власних батьків. Фавн Тамнус пояснює їм, що всі справжні країни суть тільки відроги Гори Країни Аслана, а ті Нарнія і Англія, які вони знали доти — лише їхні віддзеркалення. Під проводом короля Франка всі підіймаються на Гору Аслана і зустрічаються з Левом. Від нього Сім Друзів Нарнії дізнаються, що в «тій», віддзеркаленій Англії вони і батьки Певенсі загинули в залізничній катастрофі і тільки зараз для них починається справжнє життя.

## Алюзії і паралелі
- «Останню битву» називають «Апокаліпсисом» нарнійського світу, у ній міститься багато відсилань до «Одкровення» Івана Богослова[4]: у мавпії Хитрі і лже-Аслані Лопусі вгадується сюжет про Антихриста і Звіра; у розі Батька Часа — труби ангелів Страшного суду; у падінні зірок — «зоря Полин»; в останній битві — Армагеддон; у проходженні через Двері істот нарнійського світу — сам Страшний Суд; у зустрічі в Саду всіх персонажів попередніх частин циклу — пророцтво про воскресіння мертвих і повернення до Раю.
- Вбрання Хитром Лопуха у лев'ячу шкуру відсилає до сюжету з «Королеви фей» Едмунда Спенсера, де чаклун Архімаг створює фальшиву Флорімеллу; калорменці нагадують сарацинів, що в Спенсера нападають на головного героя. Паралелі з «Королевою фей» можна знайти і в інших частинах «Хронік Нарнії»[4].
- Крім того, перевдягання віслюка є темою байки Езопа «Віслюк у лев'ячій шкурі[en]».

## Труднощі перекладу
- В українських перекладах Таш називається «богинею» і є істотою жіночого роду, але в оригіналі Tash — не богиня (goddess), а «бог» (god) і не «вона» (she), а «воно» (it).
- Англійське складене дієслово to take in означає «брати усередину», «уводити», але в розмовному стилі також — «обманювати», «проводити». Це створює трудноперекладну гру слів у фразі Аслана: «…Their prison is only in their own minds, yet they are in that prison; and so afraid of being taken in that they cannot be taken out» («їхня в'язниця в їхніх власних головах, тому вони самі в цій в'язниці, і так бояться бути уведеними, що не можуть вибратися назовні»). Складність сенсів полягає ще в тому, що «просто увійти в Хлів» і «увійти до справжньої Нарнії» виявляється зовсім різними речами, а боязнь «бути уведеним» («проведеним») означає неможливість виходу з уявного Хліва.

## Переклади українською
- Перший переклад українською, виконаний Л. Овсянниковою, був опублікований видавництвом «Проспект» у 2008 році.
- Новий переклад Ігоря Ільїна та Олександра Кальниченка за участі Катерини Воронкіної видало видавництво «КСД» у 2014 році.
- У 2017 у видавництві «KM Books» вийшло перевидання перекладу Л. Овсянникової, а у видавництві «КСД» — видання перекладу І. Ільїна, О. Кальниченка і К. Воронкіної всіх сімох частин циклу під одною обкладинкою.